# Parupeneus trifasciatus
Parupeneus trifasciatus (Lacépède, 1801) è un pesce appartenente alla famiglia Mullidae.

## Distribuzione e habitat
Proviene dalle barriere coralline dell'oceano Indiano. Di solito vive nelle zone con fondali rocciosi, ricche di coralli, tra 1 e 80 m di profondità.

## Descrizione
Il corpo è biancastro o grigio pallido, compresso sull'addome, con la testa scura e due fasce verticali dello stesso colore lungo il corpo. La pinna caudale è biforcuta; vicino alla bocca sono presenti dei barbigli. La lunghezza massima registrata è di 35 cm, anche se di solito non supera i 27.

## Comportamento
Può formare banchi non particolarmente grandi.